# Ligia Branice
Ligia Branice (* 7. Dezember 1932 in Krasnystaw; † 6. September 2022 in Warschau) war eine polnische Schauspielerin. 

## Leben
Ihr Filmdebüt gab sie 1957 in Stanislaw Lenartowiczs Film Zimowy zmierzch in der Rolle der Celinka.
Mehrfach drehte sie unter der Regie ihres Ehemanns, dem polnischen Regisseur Walerian Borowczyk. So unter anderem den 1969 entstandenen Film Goto, l'île d'amour, den 1972 produzierten Film  Blanche und vier Jahre später ihren letzten Film Unmoralische Novizinnen. Sie trat auch unter dem Namen Ligia Borowczyk in Erscheinung.

## Filmografie
- 1957: Zimowy zmierzch
- 1957: Spotkania
- 1958: Stadion (Kurzfilm)
- 1959: Dom (Kurzfilm)
- 1959: Ein Weltraumflug (Les astronautes) (Kurzfilm)
- 1962: Am Rande des Rollfelds (La jetée) (Kurzfilm)
- 1966: Rosalie (Kurzfilm)
- 1969: Goto, l'île d'amour
- 1971: Kamizelka (Fernsehfilm)
- 1972:  Blanche
- 1978: Unmoralische Novizinnen (Interno di un convento)